# For Reasons Unknown
For Reasons Unknown - singel zespołu The Killers z ich drugiego albumu Sam’s Town. Został wydany w Wielkiej Brytanii 25 czerwca 2007 roku. Piosenka dostała się zaledwie na 53. miejsce brytyjskiej listy przebojów.

## Lista utworów
Single CD
1. „For Reasons Unknown” - 3:31
2. „Romeo and Juliet” (Live at Abbey Road Studios) - 5:25

7"
1. „For Reasons Unknown” - 3:31
2. „Sam’s Town” (Live at Abbey Road Studios) - 5:25